# 5,56 × 45 mm NATO
Bei der Patrone 5,56 × 45 mm handelt es sich um eine Mittelpatrone mit kleinem Geschoss. Es war die erste Patrone dieser Art, die in großem Umfang militärisch eingeführt wurde. Die Vorteile dieser Munitionsart gegenüber der Patrone 7,62 × 51 mm NATO sind
- der reduzierte Rückstoß,
- die höhere Rasanz (gestreckte Flugbahn),
- die höhere Zielgenauigkeit bei Dauerfeuer,
- das geringere Gewicht und die geringeren Abmessungen sowohl der Munition als auch der Waffe, was dem Soldaten ermöglicht, mehr Munition mit sich zu führen.[5][6]

Die Patrone 5,56 × 45 mm NATO ist seit 1980 NATO-Standard (STANAG 4172) und wird mit den meisten aktuellen westlichen Sturmgewehren verschossen.
Je nach Themenbereich wird die Patrone 5,56 × 45 mm auch als .223 Remington bezeichnet. Meist geschieht dies im zivilen Sport- und Jagd-Bereich, wo die beiden Bezeichnungen je nach Land austauschbar sind. Im historischen Bereich bezeichnet man oft mit .223 Remington das frühe Stadium der Patrone vor der Einführung durch die US-Armee. Ebenfalls werden die Bezeichnungen oft synonym für die Geschossform benutzt, wobei sich .223 Remington auf das Geschoss M193 und 5,56 × 45 mm auf das SS-109 bezieht.

## Bezeichnung
Im deutschen Nationalen Waffenregister (NWR) wird die Patrone unter zwei Katalognummern geführt (Auswahl, gebräuchliche Bezeichnungen in Fettdruck)
Katalognummer 24:
- .223 Rem (Hauptbezeichnung)
- .222 Rem Special
- .222 Special
- .223
- .223 Armalite
- .223 Remington Special
- 5,56 MLE F
- 5,56 mm Patrone / Stg 77
- 5,56 mm SS109
- 5,56 x 45
- 5,56 x 45 mm
- 5,56 x 45 mm M193
- 5,5 mm Gew. Pat. 90
- 5,6 mm Gw Pat 90

Katalognummer 2596:
- 5,56 x 45 NATO (Hauptbezeichnung)
- 5,56 mm NATO
- 5,6 mm NATO M 193
- 5,6x45 (NATO) (.223 Rem.)

Eigentlich sollte die Systematik des NWR gerade Mehrfachbezeichnungen für dieselbe Patrone durch Einführung der Katalognummern als führende Bezeichnung vermeiden.

## Entwicklung

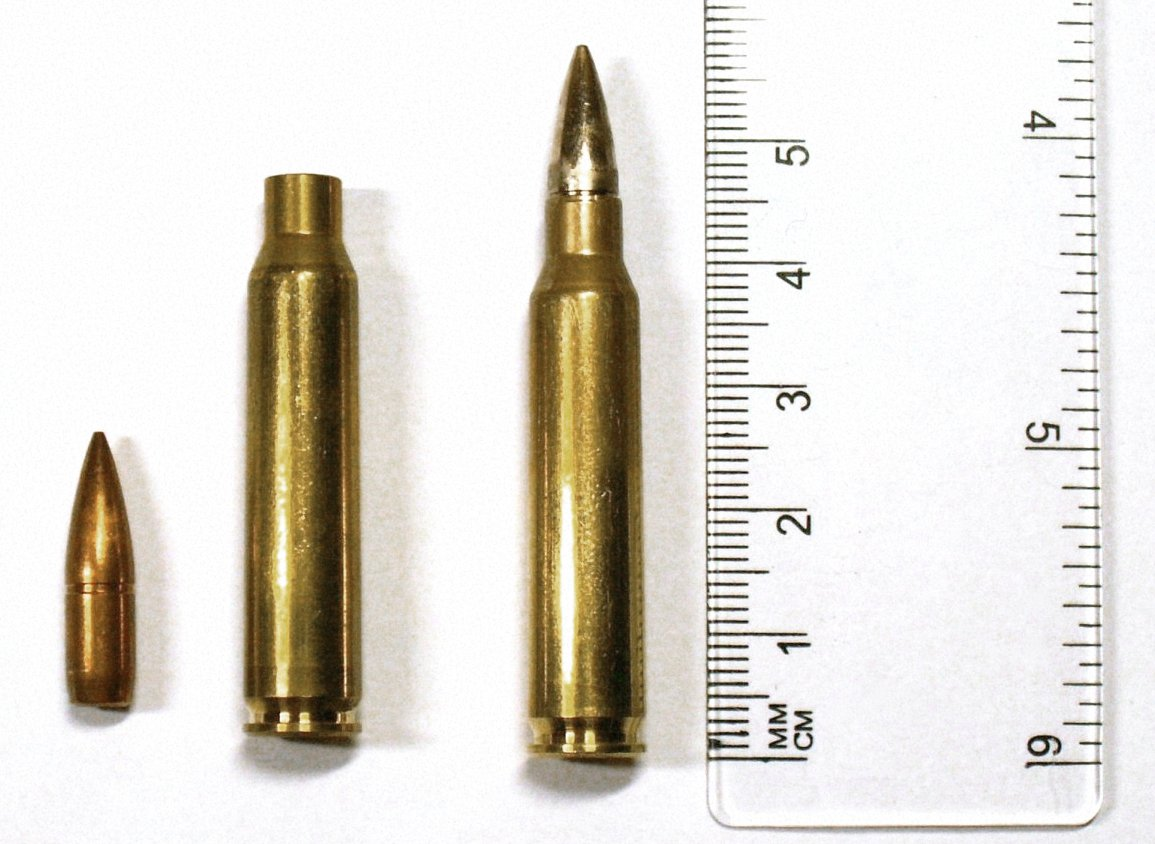
5,56 × 45-mm-NATO-Munition: Projektil, Patronenhülse und vollständige Patrone

Maße der 5,56 × 45-mm-NATO-Patrone, Angaben in mm (Abbildung nicht maßstabsgetreu)

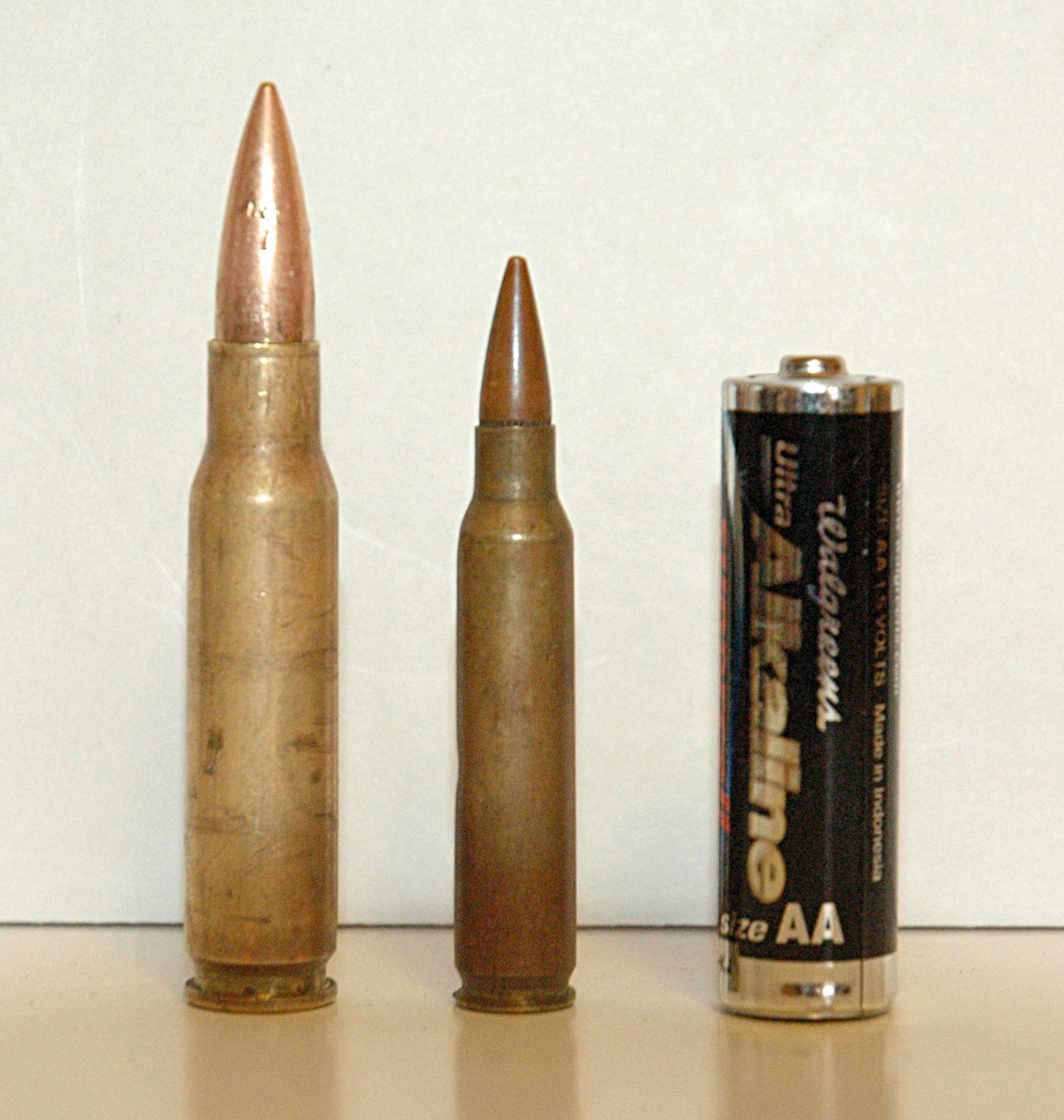
NATO-Patronen im Kaliber 7,62 × 51 mm und 5,56 × 45 mm neben einer AA-Batterie

Nach dem Zweiten Weltkrieg entstand bei den Militärs Bedarf an neuen leichten Waffen, unter anderem dem Karabiner M1 Carbine oder der Thompson-Maschinenpistole, deren verwendete Munition .30 Carbine und .45 ACP sich nur im Nahbereich als besonders wirksam erwiesen. Also ging die Entwicklung neuer Waffen – zum Beispiel nach dem Prinzip des deutschen Sturmgewehres 44, dessen Name ein Synonym für die neue Generation von Waffen wurde – mit der Entwicklung neuer Munition einher. Die Forderungen dafür waren typischerweise geringeres Gewicht, hinreichend gestreckte Flugbahn für etwa 300 m effektive Reichweite, kontrollierbare Feuerstöße und geringere Produktionskosten. In Deutschland entstand noch während des Kriegs das mittlere Sturmgewehrkaliber 7,92 × 33 mm, das weltweite Nachkriegsentwicklungen beeinflusste. Während auf sowjetischer Seite 1943 ein ähnliches Kaliber (7,62 × 39 mm) geschaffen wurde, entstanden in Europa bereits verschiedene, dem späteren Kaliber 5,56 mm ähnliche, Versuchspatronen.
Als Ausgangspatrone für die weitere Entwicklung benutzte man ab 1957 die Patrone 5,6 × 43 mm (.222 Remington). Die randlose Flaschenhalshülse wurde verlängert und der Pulverraum vergrößert. Außerdem wurden neue Treibladungsmittel und Geschosse verwendet.
Die Forderung nach einer leichteren Patrone und auch nach leichteren Waffen hatte ihren Grund nicht zuletzt in der Logistik. Angefangen vom Hersteller, über Munitionsdepots, Etappen-Depots, bis hin zur Drei-Tage-Ausrüstung des Soldaten belastet die Munition durch ihr Gewicht die logistische Leistungsfähigkeit. Die Patrone im Kaliber 5,56 × 45 mm wiegt weniger als die Hälfte der üblichen cal-.30-Patronen. Durch die weiter fortschreitende Nutzung halbautomatischer und automatischer Waffen im Gefechtsfeld stieg auch der Munitionsverbrauch im Verhältnis zu den früher üblichen Mehrladebüchsen (Gewehre und Karabiner) mit 5-Schuss-Ladestreifen und Magazinkasten. Mit der Halbierung des Patronengewichtes konnten Soldaten nun entsprechend mehr Munition mit sich führen oder mit leichterem Gepäck unterwegs sein – je nach Aufgabe und Einsatz.
Die Forderung nach einer höheren Leistung der Munition bezog sich in erster Linie auf die kleineren Waffen der US-Army, das M1 Carbine und die Thompson-Maschinenpistole. Die beim M1 Carbine verwendete Patrone cal .30 Carbine stammte noch aus einer Entwicklung für Kurzwaffen und die cal-.45-ACP-Patrone der Thompson war die Standard-Patrone der US-Army-Kurzwaffe, der M1911 A1 Government, die beide auf mehrere hundert Meter Entfernung wegen mangelnder Präzision ungeeignet waren und im Nahkampf keine gute barrikadebrechende Wirkung hatten. Die leichteren Geschosse der Patrone 5,56 × 45 mm haben eine flachere Flugbahn als die Langpatronen mit etwa 7,5 bis 7,92 mm Kaliber, die bis dahin Standard bei den Langwaffenkalibern waren. Ein weiterer Vorteil leichterer Munition (geringere Geschossgewichte und geringere Ladung) ist der geringere Impuls und somit Rückstoß, was insbesondere die Kontrollierbarkeit der Waffe beim Abgeben von Feuerstößen erleichtert. Durch die geringe Geschossmasse besitzt die Munition weniger Energie als Geschosse von klassischen Langpatronen wie dem Kaliber 7,92 × 57 mm.
Die Produktionskosten wurden durch die fortgesetzte Verwendung von Messing für die Patronenhülsen zumeist nur wenig vermindert. Andere Munitionsprodukte setzten zwischenzeitlich auf Stahllegierungen für die Patronenhülsen. Später relativierte sich das, da die Verfahren zur Herstellung von Messing verbilligt wurden und es neue Wiederverwertungsverfahren gab.
NATO-Standardisierungsmaßnahmen führten jedoch zuerst zur Übernahme der Gewehrpatrone Kaliber 7,62 × 51 mm NATO (.308 Win.) als neues Standardkaliber, die heute noch partiell in der Standardbewaffnung von Armeen und vor allem bei den mittleren Maschinengewehren (M240, M60, MG3) Verwendung findet.
In den USA erkannte man jedoch schnell, dass auch diese neue Patrone noch nicht die ideale Lösung war. Man experimentierte dort unter anderem in den SALVO-Projekten mit Mehrfachgeschossen und Patronen im Kaliber .22. Ziel war, mehr Geschosse verschießen zu können, die eine möglichst hohe Geschwindigkeit bei geringer Masse erreichen.

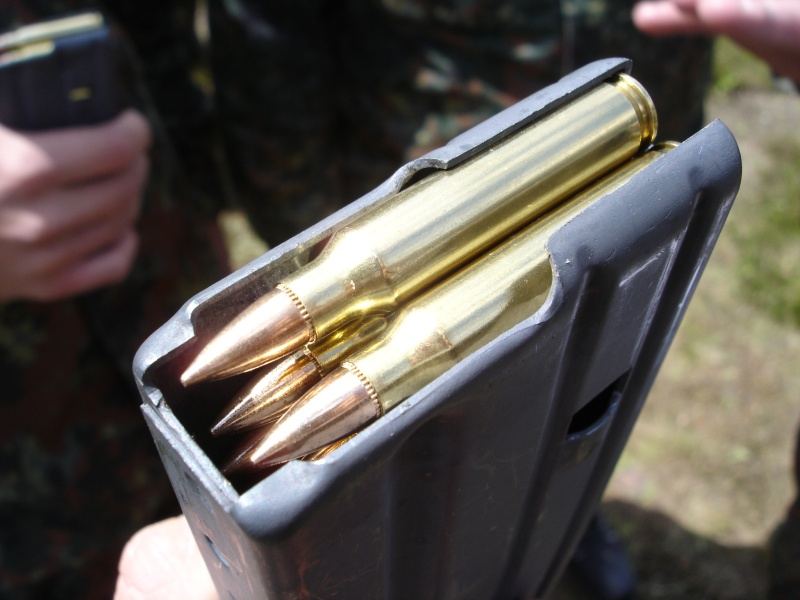
Patronen des Kalibers 5,56 × 45 mm NATO in einem M16-Magazin

Während die Armalite Division of Fairchild Engine & Airplane Co. als Nachfolger des Sturmgewehrs AR10 (Kaliber 7,62 × 51 mm NATO) das AR-15 im neuen Kaliber entwickelte, befasste sich die Firma Sierra Bullet Co. mit der Entwicklung der Munition. Munition und Waffe (dann als M16 von Colt gebaut) wurden schließlich ab 1962 von den US-Streitkräften übernommen und ab 1969 Standardausrüstung. In den Folgejahren wurden dann auch in Europa Waffen für dieses Kaliber gefertigt. Die erste Waffe dieser Art war das FN CAL.
Die Patrone gibt es in diversen Varianten. Von der US-Armee wurde sie mit 3,56-g-Geschoss als M193 eingeführt und später um die Leuchtspurmunition M196 ergänzt. In Belgien wurde die Patrone SS 109 mit einem 3,95 g schweren Geschoss für eine geänderte Zuglänge im Lauf entwickelt. Die Verwendung in der Bundeswehr ist aus der Liste von Bundeswehrmunition ersichtlich.
Die Patrone wurde zum Vorbild für das Kaliber 5,56 × 45 mm NATO, dem neuen Standardkaliber in den NATO-Armeen seit den frühen 1980er-Jahren. Es wird in den meisten aktuellen Sturmgewehren (Colt M4, Heckler & Koch G36, Steyr AUG, FAMAS, AK-101) verwendet. Für das SIG 550 verwendet die Schweizer Armee die Ordonnanzpatrone Gw Pat 90. Da die Patrone Gw Pat 90 jedoch weitgehend kompatibel zur Patrone 5,56 × 45 mm NATO ist, findet diese Patrone vor allem auch bei Exportwaffen Verwendung. Auch einige Maschinengewehre (wie das M249 oder das HK MG4) sowie einige wenige (zumeist polizeiliche) Scharfschützengewehre verschießen dieses Kaliber. Wegen logistischer Probleme und zur Verbesserung der Reichweite prüfte man Anfang 2018 in Israel eine weiterentwickelte Munition des Herstellers IMI.

## Unterschied 5,56 mm und .223
Je nach Themenbereich sind die beiden Bezeichnungen 5,56 × 45 mm sowie .223 Remington entweder gleichbedeutend oder bezeichnen Patronen mit unterschiedlichen Eigenschaften.
Im historischen Bereich bezeichnet man mit .223 Remington oft das Stadium der Patrone von der Entwicklung aus der Patrone .222 Remington bis zur offiziellen Einführung durch die US-Armee, da ab diesem Zeitpunkt an die Bezeichnung von .223 Remington auf 5,56 × 45 mm M193 metrisiert und einige Änderungen vorgenommen wurden. Diese erleichterten vor allem die Massenproduktion der Patrone.

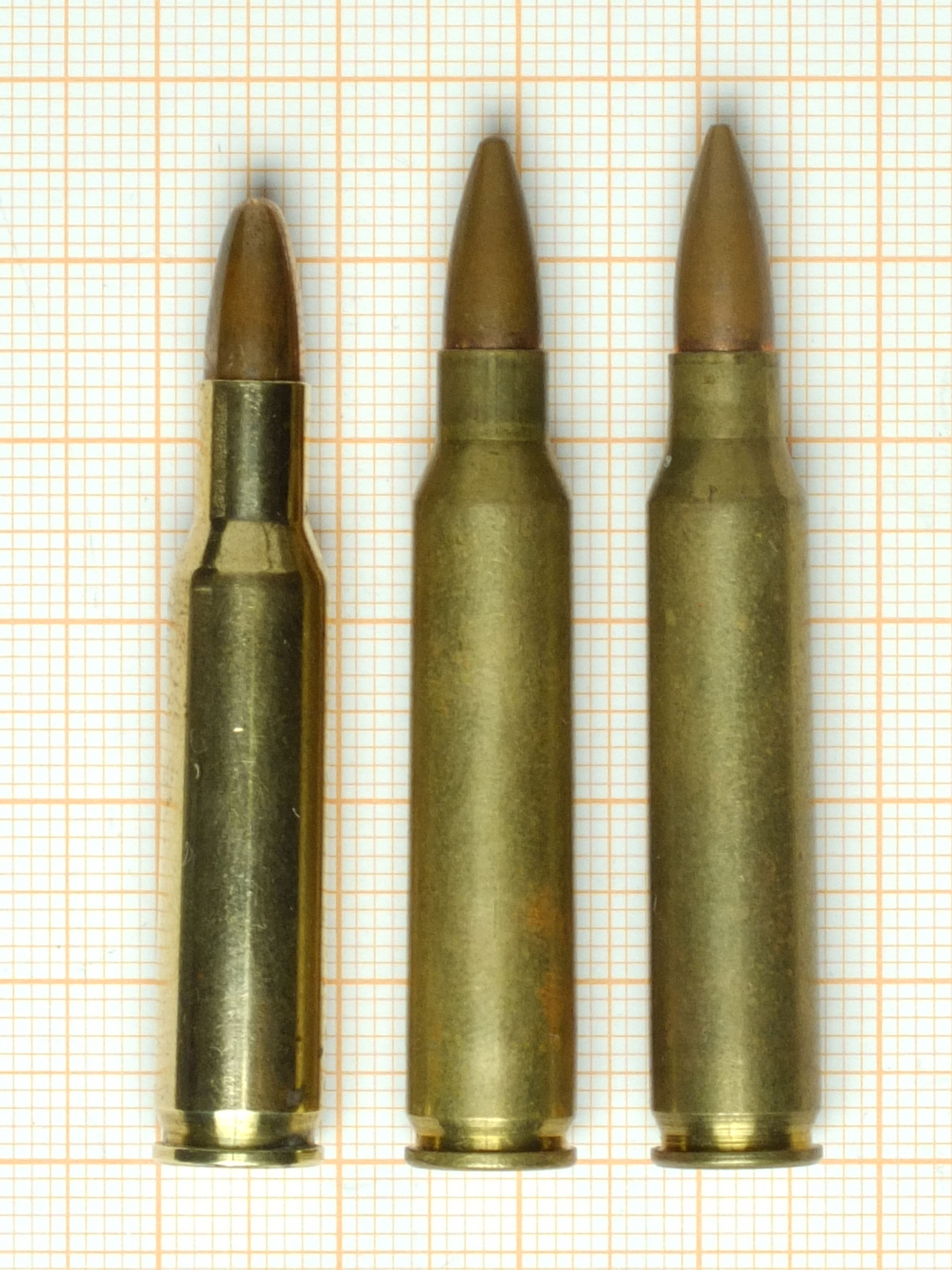
Patronen
.222 Remington,
.223 Remington und
5,56 × 45 mm NATO

Im zivilen Bereich, vor allem in den USA, wurde die Patrone als .223 Remington angeboten. Dabei handelte es sich um eine auf Präzision und Wiederbeladbarkeit optimierte Version. Diese wies jedoch einige Verbesserungen der militärischen Variante M193 auf. Als 1980 die 5,56 × 45 mm NATO mit SS-109-Geschoss erschien, wurden dessen Änderungen nur teilweise vom zivilen Bereich in den USA übernommen. Aus diesem Grund behandelt die amerikanische SAAMI die Patronen 5,56 × 45 mm NATO und .223 Remington als unterschiedlich. Dabei gibt die SAAMI unter anderem eine unterschiedliche Wandstärke der Patronenhülse sowie eine verstärkte Treibladung an. Auch weist die Hülsenschulter eine andere Steigung auf.
In einigen Bereichen werden die beiden Bezeichnungen aus diesem Grund für die beiden unterschiedlichen Geschossarten verwendet. Dabei wird sich oft mit der Bezeichnung .223 Remington auf die Patrone M193 bezogen sowie mit 5,56 × 45 mm auf die Patrone SS-109. Diese Unterscheidung ist dabei durchaus praktisch, da die jeweiligen Geschosse eine andere Dralllänge benötigen. 1:12 bei M193 sowie 1:7 bei SS-109.
Da im zivilen Bereich in Deutschland nicht die SAAMI, sondern die internationale C.I.P. maßgebend ist, wird oft kein Unterschied zwischen 5,56 × 45 mm und .223 Remington gemacht. Dies liegt daran, dass die C.I.P. einen hohen Toleranzbereich aufweist, der die Unterscheidung der beiden Spezifikationen der SAAMI für 5,56 × 45 mm und .223 Remington abdeckt. Durch die Normierung der C.I.P. und den Beschuss durch Beschussämter besteht zwar keine Gefahr beim Verwenden von 5,56 × 45-mm-Munition in für .223 Remington eingerichteten Waffen und umgekehrt, jedoch kann es zu Abweichungen im Verschlussabstand und somit zu verringerter Präzision und reduzierter Funktionssicherheit kommen.
Ein weiterer Unterschied besteht in der Wundwirkung. Als die Patrone .223 Remington (5,64 mm) aus AR-15 Model 01 mit 14 Zoll Drallsteigung abgefeuert wurde, hatte sie eine extreme Wundwirkung. Als sich jedoch bei arktischen Tests herausstellte, dass die 14-Zoll-Steigung nicht in der Lage war, die Leuchtspurmunition zu stabilisieren, entschied man sich für eine Reduktion der Drallsteigung auf 12 Zoll. Dies reduzierte die Wundwirkung. Diesen Schritt begründete man damit, dass eine höhere Trefferwahrscheinlichkeit Vorrang hätte. Die verbleibende Wundwirkung war jedoch immer noch sehr gut. Dies rührt daher, dass das extrem schnelle Projektil beim Auftreffen abrupt abgebremst wird und dadurch beginnt, im Ziel zu taumeln. Bei Modellen, wo aufgrund des kürzeren Laufes eine geringere Projektilgeschwindigkeit erreicht wurde, war dieser Effekt nicht zu beobachten. So stellte das MAC-V-SoG fest, dass ihre XM177E1 (CAR-15) diese Wundwirkung nicht aufwiesen. Als die NATO die Standardisierung der 5,56 mm in Betracht zog, wollte man die Tödlichkeit der 5,56 mm M192 aus humanitären Gründen reduzieren. So schuf FN Herstal mit dem SS-109 ein schweres Geschoss, welches nur noch 850 m/s erreichte. Um das langsamere schwere Geschoss stabilisieren zu können, wurde von FN eine Drallsteigung von 12 Zoll empfohlen. Diese Steigung sorgte jedoch für eine extrem schnelle Rotation der Geschosse, vergleichbar mit der .223 Remington (5,64 mm), verschossen aus einer AR-15 Model 01 mit 14 Zoll Steigung. Die SS-109 wurde von der NATO angenommen und als 5,56 × 45 mm NATO standardisiert. Bei späteren Tests stellt man fest, dass die SS-109 eine ungewöhnliche Wundwirkung hatte. Untersuchungen kamen zu dem Schluss, dass dies vor allem an der Teilzerlegung des Mantels lag. Durch die hohe Rotation verliert das Geschoss beim Eintritt ins Ziel Teile seines Geschossmantels durch wirkende Fliehkräfte.

## Jagdlicher Einsatz
Die .223 Rem ist neben der .222 Rem im Gültigkeitsbereich des deutschen Bundesjagdgesetzes eine auf Rehwild zugelassene Patrone. Im ASPI liegt sie bei kurzen Entfernungen unter der Stoppwirkung einer .357 Magnum.

## Vergleichbare Patronen und Leistungsbandbreite
Vergleichbare Patronen kann man zunächst kaliberbezogen im Bereich der Munition mit Projektilen um 5,6 mm bis 5,7 mm sehen. Die Benennung als Magnum (Kaliber) deutet darauf hin, dass eine Patrone im Vergleich zu ähnlichen Patronen höhere ballistische Leistungen hat. Meist haben Patronen mit längeren Hülsen auch höhere Leistungswerte. In dem Bereich der Munition sind zahlreiche Patronen großer Leistungsbandbreite konzipiert worden. Nachfolgend ein Überblick, bei dem erkennbar ist, dass die 5,56 × 45 mm NATO im mittleren bis oberen Leistungssegment liegt, der von den dickbauchigeren Patronen der Winchester-Super-Short-Magnum-Bauarten mit hohen Mündungsgeschwindigkeiten über 1000 m/s deutlich übertroffen wird.
| Kaliber            | Proj. ø mm | Hülse mm | Energie Eo-Joule |
| ------------------ | ---------- | -------- | ---------------- |
| .22 kurz           | 5,72       | 10,69    | 104              |
| .22 lfB            | 5,72       | 15,57    | 11–265           |
| .22 WMR            | 5,72       | 26,80    | 410–440          |
| 5,7 × 28 mm        | 5,70       | 28,90    | 538              |
| .221 Rem. Fireball | 5,70       | 35,56    | ca. 1400         |

| Kaliber             | Proj. ø mm | Hülse mm | Energie Eo-Joule |
| ------------------- | ---------- | -------- | ---------------- |
| .222 Remington      | 5,69       | 43,18    | 1300–1700        |
| 5,56 × 45 mm NATO   | 5,69       | 44,70    | ca. 1800         |
| .224 Weatherby Mag. | 5,72       | 48,8     | 1100–1750        |
| 5,6 x 50 R Mag.     | 5,70       | 50       | 820–1750         |
| .223 WSSM           | 5,70       | 42,4     | 2000–2800        |

## Kritik
Gegen Ende der 1960er-Jahre wurde die vermeintlich absolute letale Wirkung durch Geschosszerlegung, Geschossinstabilitäten im Körperinneren oder den „Gewebeschock“, der durch Hochgeschwindigkeitsgeschosse mit mehr als 800 m/s Mündungsgeschwindigkeit eintritt, kritisiert, da dies einen Verstoß gegen die Genfer Konvention darstellen würde. Tatsächlich wurde später in unabhängigen Studien nachgewiesen, dass sich die Vollmantelgeschosse der Munition auch auf größere Entfernungen im Ziel überschlagen und dabei zerbrechen und splittern können. Das verstärkt die wundballistische Wirkung und erhöht die Wahrscheinlichkeit schwerer oder tödlicher Verletzungen.